# Turm Reduit

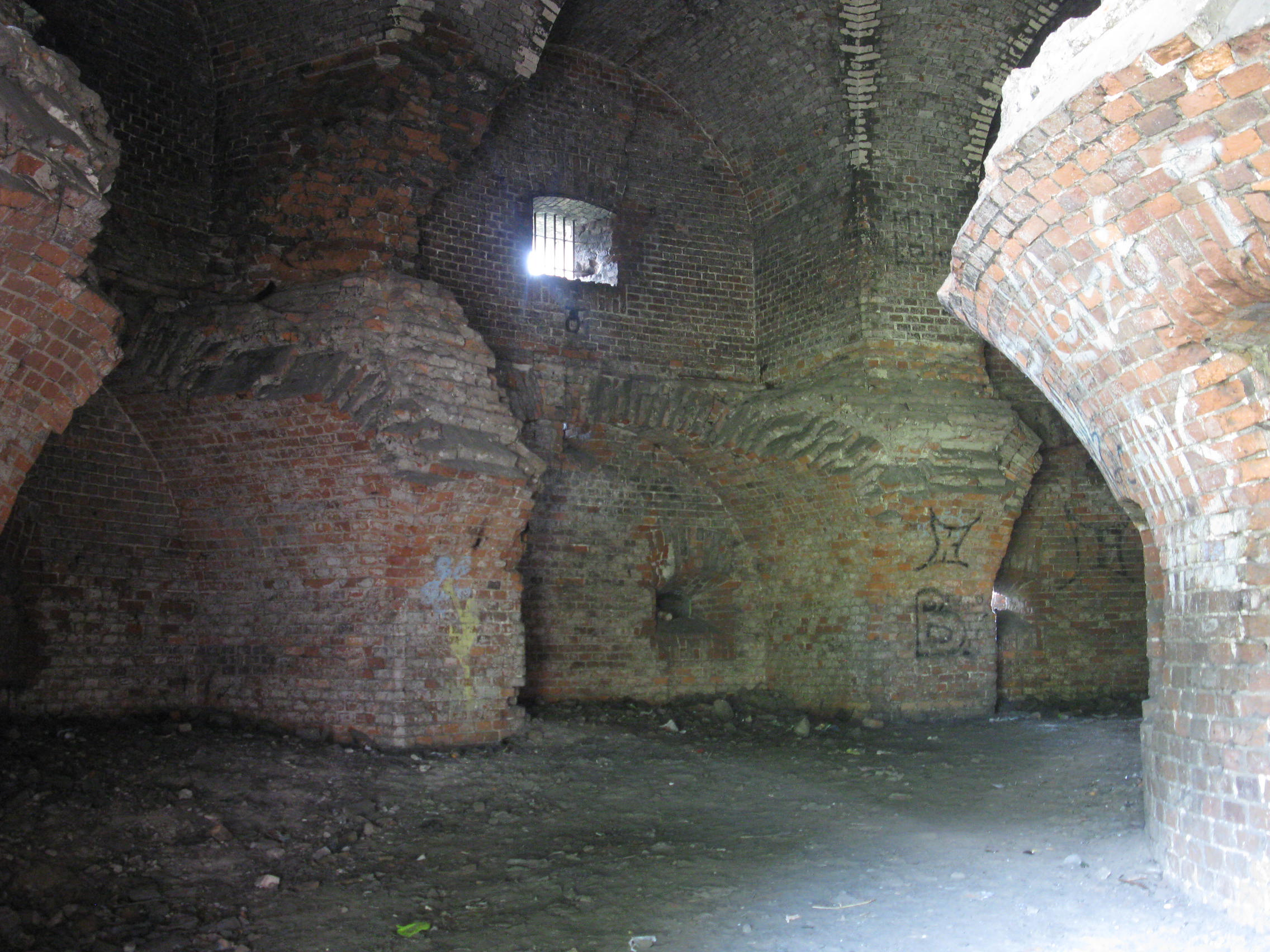
Wnętrze baszty

Turm Reduit – zabytkowa baszta artyleryjska w Głogowie, potocznie zwana „barbakanem”.
Na zachód od kolegiaty w Głogowie na Ostrowie Tumskim, u zbiegu wód Starej Odry i Odry, znajduje się okrągła, ceglana budowla. Wybudowana została przez wojska pruskie w latach 1857–1860, nazwana Turm Reduit (dosł. „śródszaniec basztowy”, czyli redita). Na wschód od niej znajdowała się reduta Wodna (niem. Wasser Redoute), istniejąca już od 1754 roku. 
Głogowska baszta artyleryjska posiadała dwie kondygnacje nadziemne oraz piwnicę, obecnie zasypaną i zalaną wodą prochownię, w której znajdowała się studnia. Pierwsza kondygnacja posiadała dwie wysunięte kaponiery (kojce), mające służyć obronie wejścia. We wnętrzu znajdowały się schody, które umożliwiały zejście do prochowni oraz wejście na kondygnację górną. Na kondygnacji górnej były kazamatowe stanowiska dla artylerii. 
W 1945 roku, podczas oblężenia Głogowa, baszta była stanowiskiem dla ciężkich dział przeciwlotniczych. W późniejszym czasie została także zamieniona na szpital polowy niemieckich jednostek wojskowych. Głównym zadaniem była obrona miasta od północy i zabezpieczenie rzeki przed sforsowaniem. 

## Literatura
- Krzysztof Motyl, Twierdza Głogów - Wieża Artyleryjska, [w:] Encyklopedia  Ziemi Głogowskiej, z. 19, s. 21.